# فيلق عمري 217
فيلق عمري 217 هو أحد الفيالق الثمانية لجيش الإمارة الإسلامية الذي تأسس في أكتوبر 2021 ومقره في قندوز. رئيس الأركان الحالي هو محمد شفيق. ويضم الفيلق لواء قندوز، ولواء بغلان، ولواء تخار، ولواء بدخشان.
وه بديل لفيلق في عهد جمهورية أفغانستان الإسلامية يُعرف باسم فيلق "بامير" رقم 217 وكان جزءًا من الجيش الوطني الأفغاني.

## هيئة القيادة
| رؤساء الأركان            | رؤساء الأركان                | رؤساء الأركان | رؤساء الأركان |
| رئيس الأركان             | الفترة                       | ملحوظات       | المراجع       |
| ------------------------ | ---------------------------- | ------------- | ------------- |
| محمد شفيق                | 4 أكتوبر 2021 – حتى الآن     |               | [ 1 ]         |
| القادة                   |                              |               |               |
| قائد                     | الفترة                       | ملحوظات       | المراجع       |
| رحمت الله محمد           | 4 أكتوبر 2021 – حتى الآن     |               | [ 1 ]         |
| نواب القادة              |                              |               |               |
| نائب القائد              | الفترة                       | ملحوظات       | المراجع       |
| قاري محمد إسماعيل تركمان | 4 أكتوبر 2021 – 14 مارس 2022 |               | [ 1 ]         |
| جان محمد آخند            | 14 مارس 2022 – حتى الآن      |               | [ 4 ]         |

## فيلق بامير رقم 217
كان فيلق بامير رقم 217 أحد فيالق الجيش الوطني الأفغاني. ومقره قندوز. تأسس الفيلق في عام 2019 في شمال شرق أفغانستان بقيادة نبي ميرزايي.
وكان هدفه تحسين الوضع الأمني في المنطقة الشمالية الشرقية من أفغانستان. بينما شكك الخبراء العسكريون بشأن قدرة الفيلق على المساعدة في تحسين الأمن في الأجزاء الشمالية الشرقية من البلاد. في عام 2019، كان للفيلق لواءان وفقًا لمسؤولين من وزارة الدفاع الأفغانية.
وكان آخر قائد للفيلق هو محمد علي يزدي الذي تولى قيادة الفيلق في عام 2020. خلال هجوم طالبان في عام 2021، قاوم الفيلق هجمات طالبان على قندوز لأكثر من شهر واستسلم في معركة قندوز في 11 أغسطس 2021.